# 福島睦
福島 睦（ふくしま むつみ）は、山陰中央テレビジョン放送（TSK）アナウンサー。血液型O型。

## 来歴・人物
島根県松江市出身。島根県立松江南高等学校、千葉大学を卒業し、2022年4月山陰中央テレビジョン放送に入社した。
松江市出身のピアノトリオバンド「omoinotake」ベースのエモアキこと福島智朗は実兄である。TSKが取材を行った際には、弟である睦がインタビュアーを務めた。

## 担当番組

### テレビ
- TSK Live News イット!
- Live News days
- しまねっこの宅配便
- Sports Be Ambitious
- スポーツ実況